# بزمجه درختی بیاک
 بزمجه درختی بیاک(نام علمی: Varanus kordensis) نام یک گونه از سرده بزمجه است.